# Juan Legua
Juan Legua est une peinture à l'huile sur toile du  cubiste espagnol Juan Gris. Réalisée en 1911, l'interprétation cubiste par Gris d'un modèle fumant une pipe. L'œuvre fait partie de la collection du Metropolitan Museum of Art de New York.
Juan Legua est l’une des premières peintures cubistes de l’artiste et appartient à une série de portraits d’amis proches et de connaissances réalisés avant la Première Guerre mondiale.